# Andrew Mack (Schauspieler)

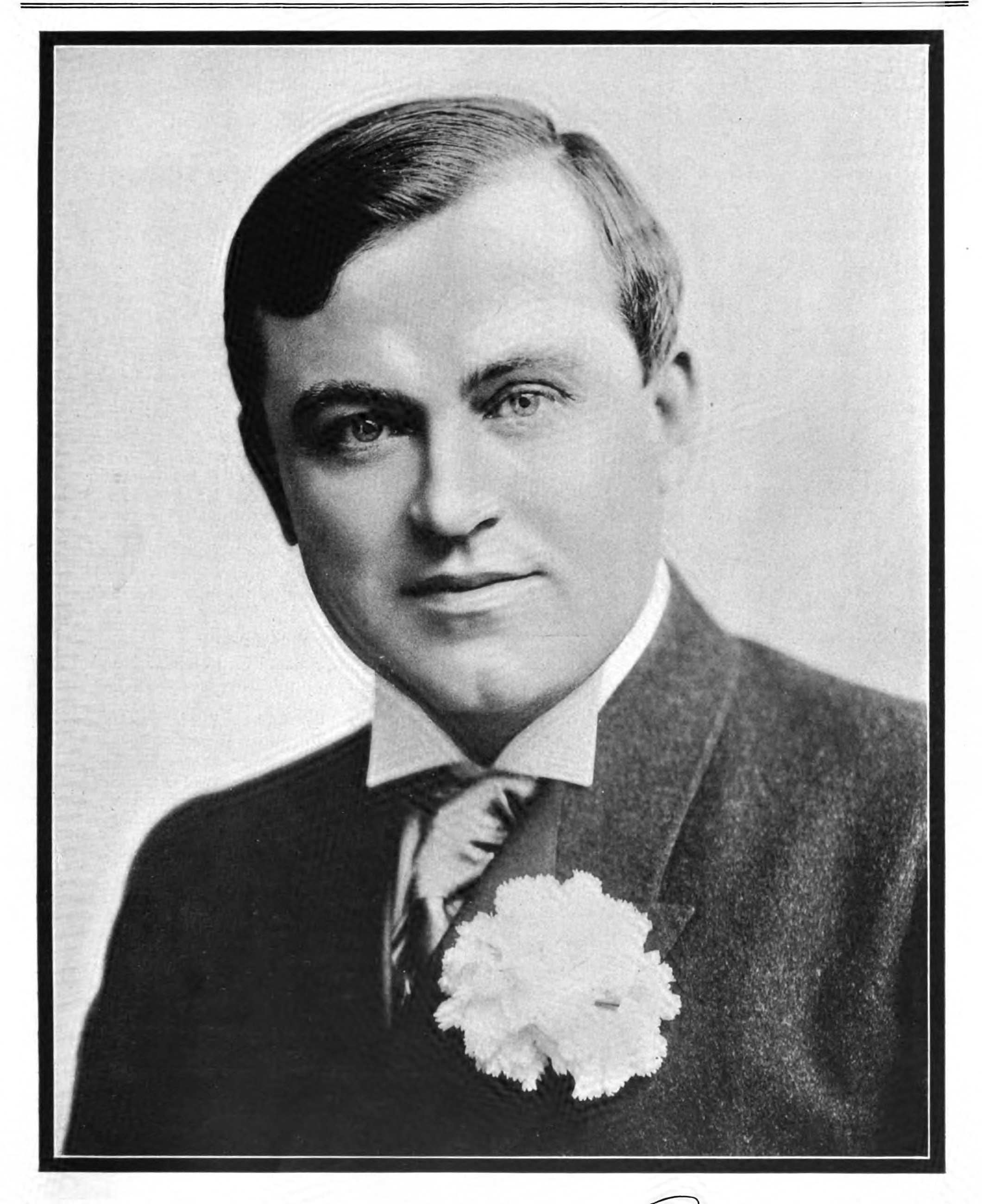
Andrew Mack

Andrew Mack (* 25. Juli 1863 in Boston, Massachusetts als William Andrew McAloon; † 21. Mai 1931) war ein amerikanischer Vaudevillekünstler, Schauspieler, Sänger und Songwriter irischer Abstammung.

## Biographie
Der in Boston, Massachusetts geborene Mack begann seine Karriere 1876 in jungem Alter mit dem Bühnennamen Andrew Williams.  Er begann in Minstrel Shows und wurde speziell mit dem Song „A Violet From Mother's Grave“ bekannt. 1892 debütierte er im Vaudevillegenre.
Seine Lieder komponierte er selbst, darunter 1899 den populär gewordenen Song „The Story of the Rose (Heart of My Heart)“, der zu einem Standardstück für Barbershop-Quartette wurde.

## Filmographie
- Bluebeard's Seven Wives (1926)

## Belege
1. 1 2  Floyd Davis: The Irish People and the Stage. In: The Green Book Album. II. Jahrgang, Nr. 2. Story-Press Association, August 1909, S. 305; 381 (englisch, google.com).
2. ↑  Obituary: Andrew Mack. In: Variety. 27. Mai 1931 (englisch, archive.org [abgerufen am 1. April 2021]). Online im Internet Archive.
3. ↑  Thomas S. Hischak: The Oxford Companion to American Theatre. Oxford University Press, 2004, ISBN 978-0-19-516986-7, S. 407 (englisch, google.com).
4. ↑  Marian Spitzer: Jazz in Print (1859–1929). Hrsg.: Karl Koenig. Pendragon Press, 2002, ISBN 978-1-57647-024-4, The Lay of the Last Minstrels, S. 397 (englisch, google.com).
5. ↑  Edward Le Roy Rice: Monarchs of Minstrelsy, from „Daddy“ Rice to date. Kenny Publishing Co., 1911, S. 315 (englisch, archive.org).
6. ↑  Stanley Appelbaum, James Camner: Stars of the American Musical Theater in Historic Photographs. Courier Corporation, 2013, ISBN 978-0-486-14930-1, S. 12 (englisch, google.com).
7. ↑  The Story of the Rose. In: Heritage of Harmony Sheet Music. Barbershop.org, 1988, archiviert vom Original am 22. Januar 2015; abgerufen am 1. April 2021 (englisch).